# Bisdom Urdaneta
Het bisdom Urdaneta (Latijn: Dioecesis Urdanetensis) is een rooms-katholiek bisdom met als zetel Urdaneta, op de Filipijnen. Het bisdom is suffragaan aan het aartsbisdom Lingayen-Dagupan. 

## Geschiedenis
Het bisdom werd opgericht op 12 januari 1985, uit delen van het aartsbisdom Lingayen-Dagupan. 

## Parochies
Het bisdom had in 2022 een oppervlakte van 1.616 km2 en telde 857.250 inwoners waarvan 80,8% rooms-katholiek was.

## Bisschoppen
- Pedro de Guzman Magugat (22 april 1985 - 5 mei 1990)
- Jesus Castro Galang (7 december 1991 - 16 september 2004)
- Jacinto Agcaoili Jose (21 september 2005 - heden)

## Galerij van afbeeldingen

Wapen van het bisdom
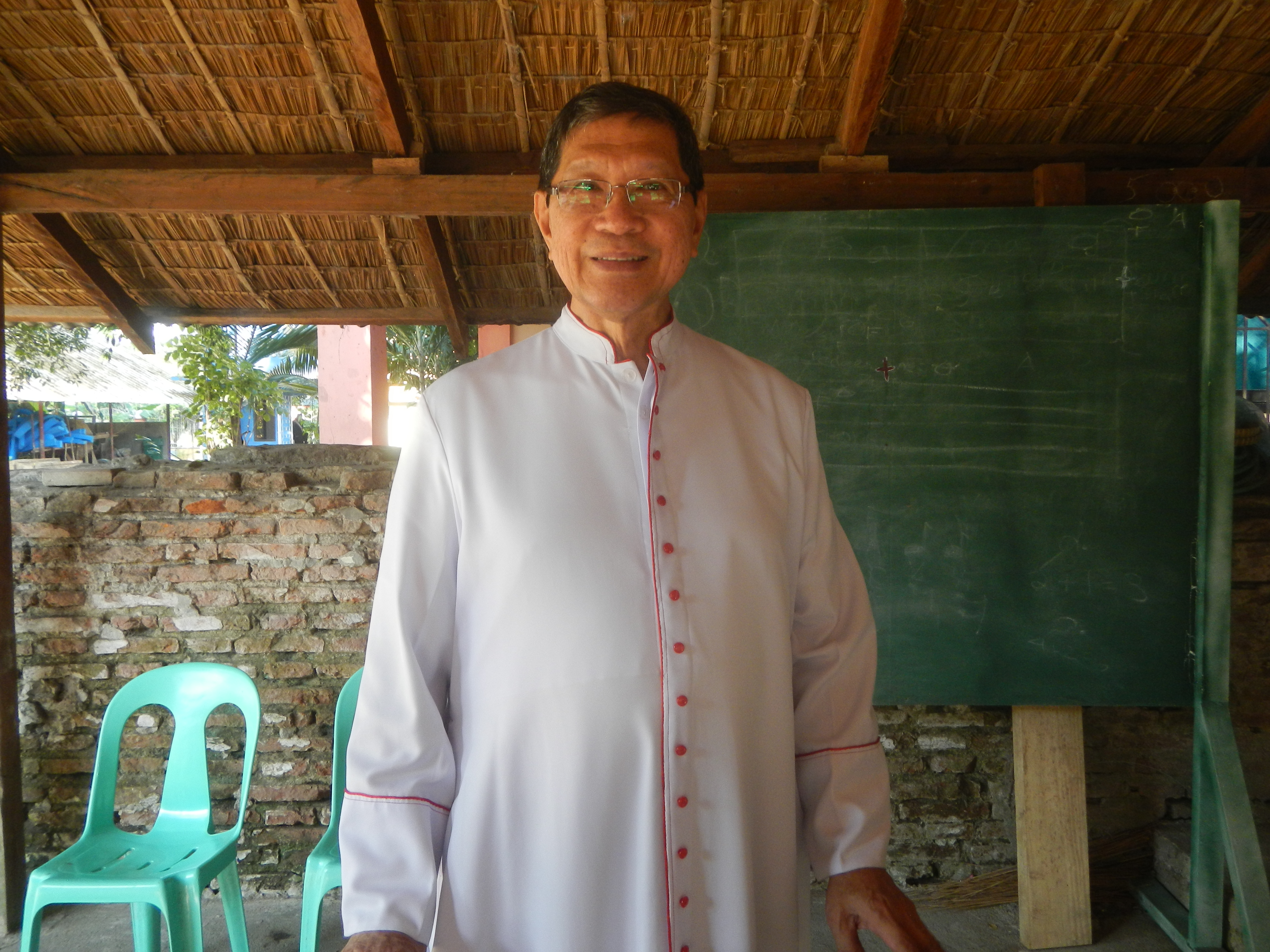
Bisschop Jacinto Agcaoili Jose (2005-heden)

Lingayen-Dagupan (aartsbisdom) · Alaminos · Cabanatuan · San Fernando de La Union · San Jose · Urdaneta